# タンスル
タンスル（朝: 단술）は、韓国の伝統的な甘味醸造酒。カムジュ（朝: 감주、甘酒）とも呼ばれる。 
主に、米でご飯を固めに炊いて、麹を注ぎ、そのまま漬ける。韓国の伝統酒に分類されるが、発酵が完全ではないため、アルコール含有はわずかである。

## 名称
シッケと呼ばれることも多いが、シッケはアルコールが全くない発酵飲料である。
朝鮮王朝実録には、醴酒に述べている。